# Coppa di Slovacchia 2018-2019 (pallavolo femminile)
La Coppa di Slovacchia 2018-2019 si è svolta dal 9 gennaio al 17 febbraio 2019: al torneo hanno partecipato otto squadre di club slovacche femminili e la vittoria finale è andata per la quattordicesima volta allo Slávia Bratislava.

## Regolamento
Alla competizione hanno preso parte tutte e 8 le squadre partecipanti alla Extraliga. Al termine della 12ª giornata della prima fase di regular season, le prime quattro squadre in classifica sono state inserite in tabellone secondo ranking mentre le loro sfidanti sono state sorteggiate fra le altre quattro formazioni; il torneo si è articolato in quarti di finale disputato in gara unica in casa della formazione non testa di serie, semifinali strutturate in gara di andata e ritorno (coi punteggi di 3-0 e 3-1 sono stati assegnati 3 punti alla squadra vincente e 0 a quella perdente, col punteggio di 3-2 sono stati assegnati 2 punti alla squadra vincente e 1 a quella perdente; in caso di parità di punti dopo le due partite è stato disputato un golden set) e finale in gara unica.

## Squadre partecipanti
| Squadra           | Qualificazione                    |
| ----------------- | --------------------------------- |
| Bratislavský      | 2ª alla 12ª giornata di Extraliga |
| Hit Trnava        | 8ª alla 12ª giornata di Extraliga |
| Nové Mesto n/V    | 5ª alla 12ª giornata di Extraliga |
| Oktan Kežmarok    | 6ª alla 12ª giornata di Extraliga |
| Pezinok-Bilíkova  | 3ª alla 12ª giornata di Extraliga |
| Prešov            | 7ª alla 12ª giornata di Extraliga |
| Slávia Bratislava | 1ª alla 12ª giornata di Extraliga |
| UKF Nitra         | 4ª alla 12ª giornata di Extraliga |

## Torneo

### Tabellone
|  | Quarti | Quarti            | Quarti |  |   | Semifinali        | Semifinali     | Semifinali | Semifinali |  |   | Finale            | Finale       | Finale |
|  |        |                   |        |  |   |                   |                |            |            |  |   |                   |              |        |
|  | 1      | Slávia Bratislava | 3      |  |   |                   |                |            |            |  |   |                   |              |        |
|  | 1      | Slávia Bratislava | 3      |  |   |                   |                |            |            |  |   |                   |              |        |
|  | 7      | Prešov            | 0      |  |   |                   |                |            |            |  |   |                   |              |        |
|  | 7      | Prešov            | 0      |  | 1 | Slávia Bratislava | 3              | 3          |            |  |   |                   |              |        |
|  |        |                   |        |  | 1 | Slávia Bratislava | 3              | 3          |            |  |   |                   |              |        |
|  |        |                   |        |  |   | 6                 | Oktan Kežmarok | 1          | 0          |  |   |                   |              |        |
|  | 4      | UKF Nitra         | 0      |  |   | 6                 | Oktan Kežmarok | 1          | 0          |  |   |                   |              |        |
|  | 4      | UKF Nitra         | 0      |  |   |                   |                |            |            |  |   |                   |              |        |
|  | 6      | Oktan Kežmarok    | 3      |  |   |                   |                |            |            |  |   |                   |              |        |
|  | 6      | Oktan Kežmarok    | 3      |  |   |                   |                |            |            |  | 1 | Slávia Bratislava | 3            |        |
|  |        |                   |        |  |   |                   |                |            |            |  | 1 | Slávia Bratislava | 3            |        |
|  |        |                   |        |  |   |                   |                |            |            |  |   | 2                 | Bratislavský | 2      |
|  | 3      | Pezinok-Bilíkova  | 3      |  |   |                   |                |            |            |  |   | 2                 | Bratislavský | 2      |
|  | 3      | Pezinok-Bilíkova  | 3      |  |   |                   |                |            |            |  |   |                   |              |        |
|  | 5      | Nové Mesto n/V    | 0      |  |   |                   |                |            |            |  |   |                   |              |        |
|  | 5      | Nové Mesto n/V    | 0      |  | 3 | Pezinok-Bilíkova  | 2              | 1          |            |  |   |                   |              |        |
|  |        |                   |        |  | 3 | Pezinok-Bilíkova  | 2              | 1          |            |  |   |                   |              |        |
|  |        |                   |        |  |   | 2                 | Bratislavský   | 3          | 3          |  |   |                   |              |        |
|  | 2      | Bratislavský      | 3      |  |   | 2                 | Bratislavský   | 3          | 3          |  |   |                   |              |        |
|  | 2      | Bratislavský      | 3      |  |   |                   |                |            |            |  |   |                   |              |        |
|  | 8      | Hit Trnava        | 0      |  |   |                   |                |            |            |  |   |                   |              |        |
|  | 8      | Hit Trnava        | 0      |  |   |                   |                |            |            |  |   |                   |              |        |

### Risultati

#### Quarti di finale
| 13 gennaio 2019 ŠH Spojená škola, Prešov Durata: 1h:04 - Spettatori: 52                   | Prešov         | 0 - 3 | Slávia Bratislava | 11-25, 21-25, 6-25  |
| 13 gennaio 2019 MŠH Vlada Jančeka, Kežmarok Durata: 1h:20 - Spettatori: 200               | Oktan Kežmarok | 3 - 0 | UKF Nitra         | 25-22, 25-22, 25-20 |
| 9 gennaio 2019 Mestská športová hala, Nové Mesto nad Váhom Durata: 1h:13 - Spettatori: 70 | Nové Mesto n/V | 0 - 3 | Pezinok-Bilíkova  | 15-25, 14-25, 23-25 |
| 17 gennaio 2019 Mestská športová hala, Trnava Durata: 0h:59 - Spettatori: 80              | Hit Trnava     | 0 - 3 | Bratislavský      | 17-25, 11-25, 11-25 |

#### Semifinali

##### Andata
| 23 gennaio 2019 MŠH Vlada Jančeka, Kežmarok Durata: 1h:40 - Spettatori: 200 | Oktan Kežmarok   | 1 - 3 | Slávia Bratislava | 22-25, 25-23, 14-25, 21-25        |
| 23 gennaio 2019 ŠH SOŠ, Pezinok Durata: 1h:51 - Spettatori: 50              | Pezinok-Bilíkova | 2 - 3 | Bratislavský      | 18-25, 26-24, 25-18, 15-25, 12-15 |

##### Ritorno
| 6 febbraio 2019 Športová hala Mladosť, Bratislava Durata: 0h:57 - Spettatori: 300    | Slávia Bratislava | 3 - 0 | Oktan Kežmarok   | 25-6, 25-18, 25-18         |
| 6 febbraio 2019 Športová hala Dom športu, Bratislava Durata: 1h:36 - Spettatori: 200 | Bratislavský      | 3 - 1 | Pezinok-Bilíkova | 25-23, 16-25, 25-21, 25-23 |

#### Finale
| 17 febbraio 2019 Mestská športová hala, Humenné Durata: 2h:01 - Spettatori: 800 | Slávia Bratislava | 3 - 2 | Bratislavský | 25-22, 25-20, 14-25, 26-28, 15-12 |